# Maternuskapelle (Kleinenbroich)

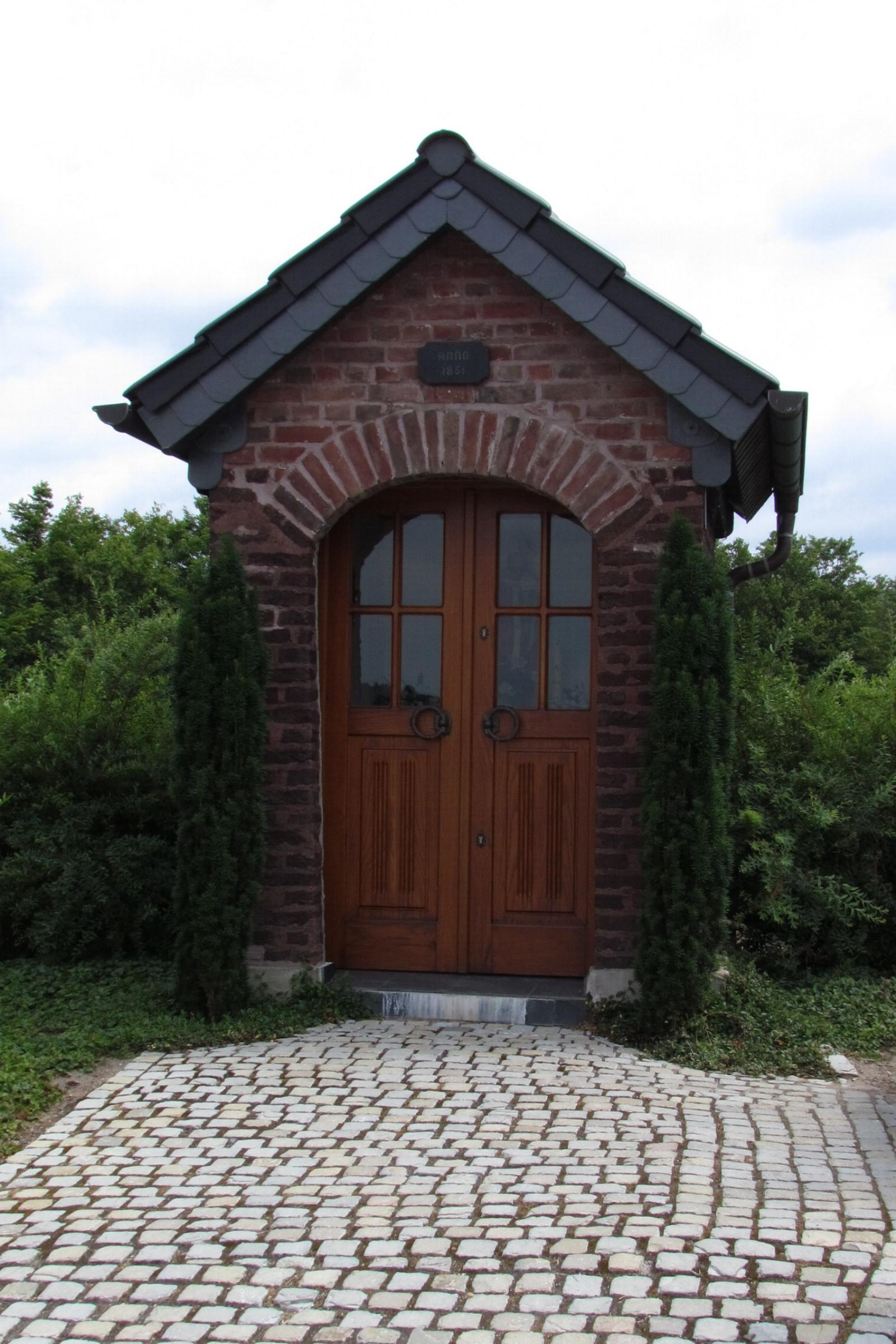
Maternuskapelle

Die Maternuskapelle steht im Stadtteil Kleinenbroich in Korschenbroich im Rhein-Kreis Neuss in Nordrhein-Westfalen, Ecke Antonius-/Jan-van-Werth-Straße.
Die Kapelle wurde 1851 erbaut und unter Nr. 189 am 27. Mai 1991 in die Liste der Baudenkmäler in Korschenbroich eingetragen.

## Architektur
Es handelt sich hier um eine aus Backstein errichtete und geschlämmte Kapelle aus dem Jahre 1851 (Datierung im oberen Giebel). Sie weist eine Segmentbogennische mit gerader Apsis auf. Die Maternuskapelle erfüllt die Voraussetzungen des § 2 DSchG NW zur Eintragung in die Denkmalliste. Sie ist bedeutend für die Geschichte des Menschen und für ihre Erhaltung und Nutzung liegen künstlerische und volkskundliche Gründe vor.